# 제러미 솔
제러미 솔(영어: Jeremy Soule, 1975년 12월 19일~)은 미국의 작곡가, 지휘자이다. 60편 이상의 게임 음악을 작곡했으며, 게임 음악계의 존 윌리엄스로 불린다.

## 활동
제러미 솔이 유명해지기 시작한 계기는 토탈 어나이얼레이션 때 부터이다. 그 이후 주된 작품은 판타지 게임에 관련된 음악을 작곡하였다. 대표적으로는 아이스윈드 데일, 네버윈터 나이츠, 엘더스크롤 시리즈, 해리포터(게임), 길드워, 길드워2 등이 있다. 판타지 이외에도 상당히 많은 작품이 있는데, 컴퍼니 오브 히어로즈, 슈프림 커맨더, 윙스 오브 프레이, 워해머 40,000: 돈 오브 워, 언리얼2를 예로 들 수 있다.

## 작품
- 던전 시즈2
- 네버윈터 나이츠
- 아이스윈드 데일
- 컴퍼니 오브 히어로즈
- 슈프림 커맨더
- 워 썬더
- 엘더스크롤5 스카이림